# K2-60
K2-60, EPIC 206038483 — одиночная звезда в созвездии Водолея на расстоянии приблизительно 1575 световых лет (около 483 парсек) от Солнца. Видимая звёздная величина звезды — +12,789m. Возраст звезды оценивается как около 10 млрд лет.
Вокруг звезды обращается, как минимум, одна планета.

## Характеристики
K2-60 — жёлтый карлик спектрального класса G4V. Масса — около 0,97 солнечной, радиус — около 1,52 солнечного, светимость — около 1,736 солнечной. Эффективная температура — около 5411 К.

## Планетная система
В 2016 году командой астрономов, работающих с фотометрическими данными в рамках проекта Kepler K2, было объявлено об открытии планеты K2-60 b.